# Karilys González Nieves
Karilys González Nieves (15 de diciembre de 1981, San Juan, Puerto Rico) es una científica, profesora y mentora puertorriqueña. Es directora del Departamento de Ciencias Naturales e investigadora en la Universidad de Puerto Rico, recinto de Carolina, su investigación se dirige al campo de la química inorgánica.

## Trayectoria
En el 1999 obtuvo un grado asociado en Ciencias Naturales en la Universidad de Puerto Rico, después se trasladó al campus de Río Piedras para continuar con el grado de bachillerato concentrado en Química.
Al graduarse del bachillerato, obtuvo un doctorado en el área de Química Inorgánica con la investigación La separación de una mezcl a racémica de un complejo metálico de hierro con ligandos de pirazolato.  El proyecto consistió en separar una mezcla racémica para el estudio de sus propiedades con el propósito de obtener un agente de contraste y realizar estudios de resonancia magnética.
Su carrera profesional comenzó como profesora de Enfermería y Farmacia en el National University College (NUC), recinto de Río Grande. Más tarde fue profesora de Química en la Universidad del Este (UNE) Después se trasladó a la Universidad de Puerto Rico, recinto de Carolina (UPRC).
En el 2017 obtuvo el puesto de directora de la Facultad de Ciencias Naturales. Además ayudó implementar el bachillerato de Ciencias Forenses en la UPRC, el cual fue aprobado en el 2018.

## Investigaciones
En su grado asociado, inició la investigación en el campo de bioquímica mediante un internado de la Universidad de Puerto Rico. En el 2015, fundó un laboratorio de investigación en la Universidad de Puerto Rico, recinto de Carolina. Es un trabajo colaborativo con la Universidad de Puerto Rico, recinto Rio Piedras y la Dra. Dalice Piñero.